# Nulificação por júri

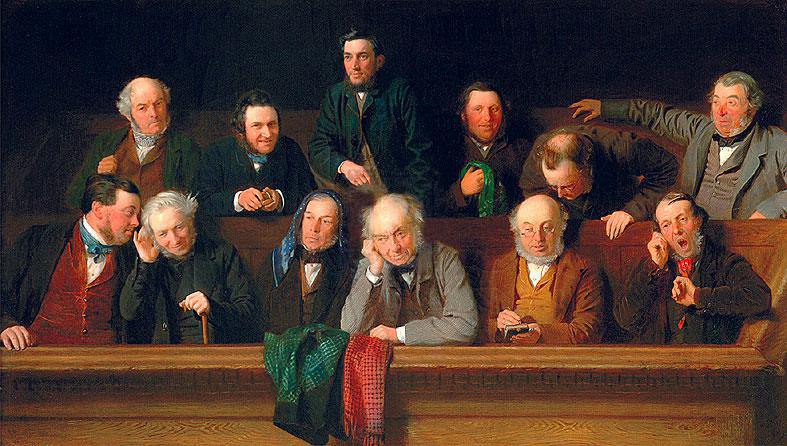
Um juri do século XIX

Nulificação por juri ocorre quando os jurados em um julgamento votam pela inocência do réu por acreditarem nela por algum motivo independente da lei existente, dos fatos apresentados durante o julgamento, ou das instruções do juiz.

## História
A nulificação por juri advém do direito comum inglês e dos direitos estabelecidos pela Magna Carta. Enquanto alguns autores argumentam que a nulificação por juri seja uma medida contra prisões injustas e tirania, outros consideram o ato como uma violação do processo judicial.
A história da nulificação por juri é particularmente forte nos Estados Unidos, onde os juizes não possuem a autoridade de questionar ou alterar os votos de um jurado, independente da razão dos mesmos - apesar dos jurados serem instruídos a simplesmente avaliarem os fatos apresentados durante o julgamento perante a lei existente, em côrtes contemporâneas. Nos anos próximos à independência dos Estados Unidos, a nulificação por juri era tão comum que procuradores britânicos muitas vezes desistiam dos casos de acusados sob leis inglesas impopulares.
Exemplos históricos de nulificação por juri incluem juris absolvendo escravos fugitivos pelas próprios convicções apesar da lei, colonos norte-americanos absolvendo réus por crimes definidos na lei inglesa, e juris norte-americanos absolvendo réus acusados de violar leis referentes à lei seca.

### História contemporânea
No século XXI, discussões sobre nulificação por juri comumente focam em leis relacionadas a guerra às drogas.
Um grupo que advoga pela nulificação por juri estima que, nos Estados Unidos, cerca de 3 a 4% dos julgamentos envolvem algum tipo de nulificação por juri.
Nos Estados Unidos, onde o voto em um juri popular deve ser unânime, alguns autores argumentam que o empasse em certas votações seriam uma forma de nulificação por juri.
Nos Estados Unidos, apesar da nulificação por juri ser permitida de facto, os jurados não são informados sobre a possibilidade de tal, e os juizes possuem o poder de anular o julgamento caso for estabelecido que os jurados foram informados de tal.
Em 2012, o estado de New Hampshire, nos Estados Unidos, passou uma lei permitindo que advogados de defesa informassem o juri sobre o poder de nulificação, mas a suprema corte do estado efetivamente nulificou a lei em 2014.
Em 2017, um homem condenado a 18 anos de prisão pela venda de cannabis nos Estados Unidos argumentou que a côrte não teria informado propriamente o juri sobre seu poder de nulificação, ao que a côrte de apelos afirmou que não existe direito de nulificação por juri, apesar de que os jurados não podem ser punidos por darem um veredito de inocência contrário a lei ou aos fatos apresentados no julgamento, apesar de receberem instruções expressas do contrário.